# Críticas al psicoanálisis

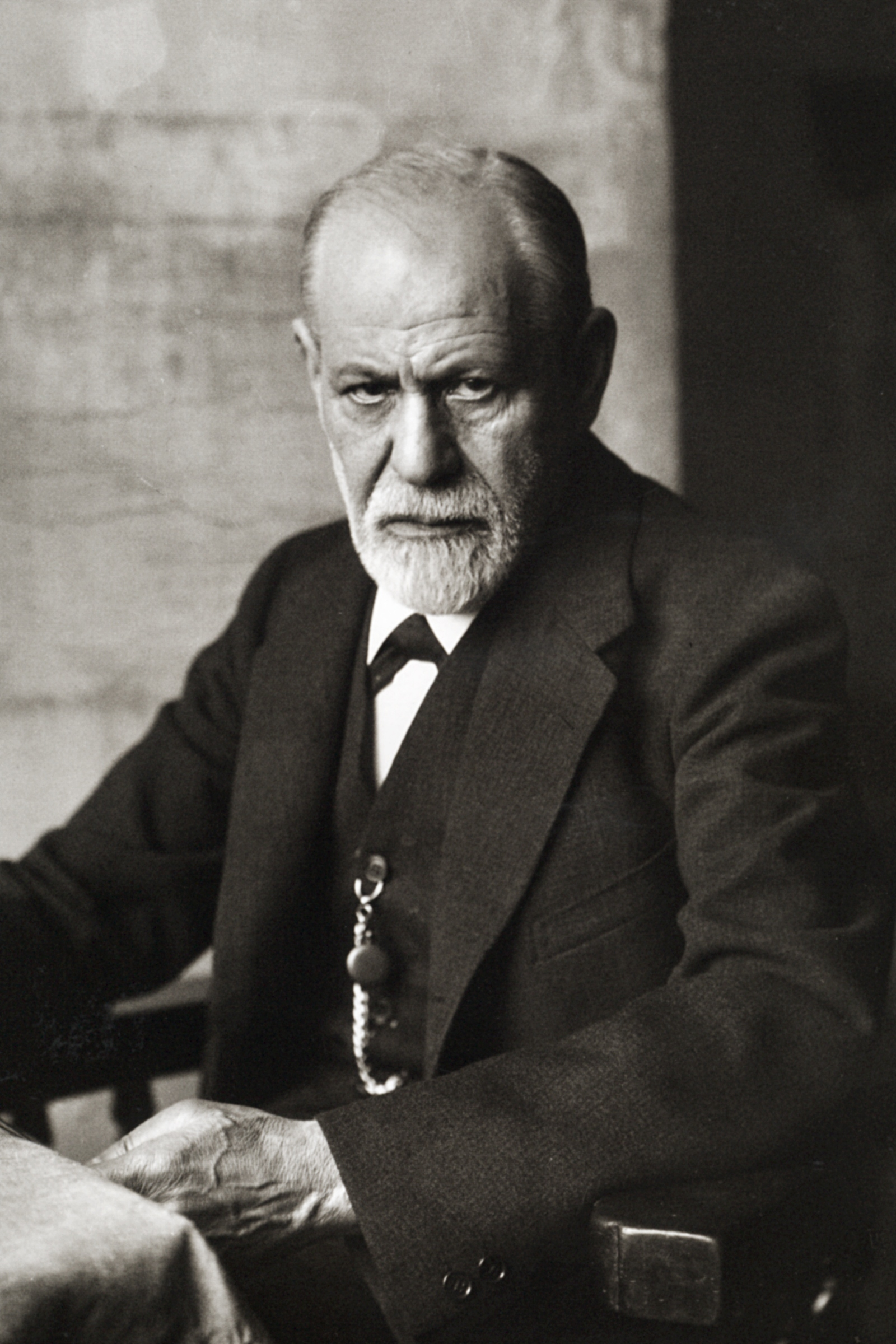
Sigmund Freud en 1926.

El psicoanálisis ha sido cuestionado desde distintos ámbitos y desde distintas disciplinas. Las críticas se refieren en particular a: la irrefutabilidad de la teoría, la fundamentación teórica basada en ejemplos históricos (historicismo), la falta de eficacia terapéutica en trastornos que no le corresponde abarcar y, en ocasiones, el carácter corporativo del movimiento. Algunos psicoanalistas han sido criticados por prácticas consideradas abusivas.

## Crítica a su validez científica

### Infalsabilidad
Karl Popper (1902-1994) critica el psicoanálisis en su trabajo sobre la filosofía de la ciencia por basar su teoría en hipótesis no falsables y por replantear la evidencia cuando no confirma las hipótesis, recurriendo a lo infalsable. En su modelo de demarcación de la ciencia, Karl Popper tomó al psicoanálisis como ejemplo de pseudociencia, en contraste con la teoría de la relatividad de Albert Einstein. Popper observó que, mientras las condiciones de refutación de las hipótesis de Einstein estaban determinadas con precisión y Einstein estaba dispuesto a empezar de nuevo si la evidencia no las sustentaba, las teorías de Sigmund Freud eran infalsables y le permitían reinterpretar la evidencia para mantener las hipótesis pese a la falta de sustento empírico.

...esas "observaciones clínicas" que los analistas ingenuamente creen que confirman sus teorías no pueden hacerlo más que las pruebas diarias que los astrólogos encuentran en su práctica. Y para la épica de Freud sobre el Yo, Superyo y Ello, no se puede hacer una aseveración que defienda su estatus como científico más fuerte que cualquier otra aseveración que pueda hacerse sobre las historias recolectadas de Homero sobre el Olimpo. Estas teorías describen algunos hechos, pero como si fueran mitos. Contienen las sugestiones más interesantes sobre psicología, pero no en una manera falseable.
...those "clinical observations" which analysts naively believe confirm their theory cannot do this any more than the daily confirmations which astrologues find in their practice. And as for Freud's epic of Ego, Super-ego and the Id, no substantially stronger claim to scientific status can be made for it than for Homer's collected stories from the Olympus. These stories describe some facts, but in the manner of myths. They contain most interesting psychological suggestions, but not in a testable form.
Karl Popper, en Philosophy of Science and the Occult.

Aunque Popper calificaba al psicoanálisis como pseudociencia no sugería que el psicoanálisis no fuera racional o que no fuera valioso. Popper mismo declaró que el psicoanálisis «constituye una interesante metafísica psicológica (y no cabe duda de que hay alguna verdad en él, como sucede tan a menudo en las ideas metafísicas)».
Adolf Grünbaum (1923-2018) considera que el psicoanálisis solo es infalsable en la situación analítica por la relación circular que genera en las explicaciones sobre deseos inconscientes. Grünbaum considera que la teoría sí puede ser falsada y que resulta ser falsa.

### Psicoanálisis como pseudociencia
El filósofo Mario Bunge, en su modelo de demarcación de la ciencia, sostiene que el psicoanálisis es un ejemplo de pseudociencia porque carece de consistencia externa. Mientras las diferentes disciplinas científicas interactúan apoyándose las unas en las otras, tanto en sus aspectos teóricos como empíricos, el grave problema del psicoanálisis, consistiría en que se trata de una disciplina aislada del resto del conocimiento, que no interactúa con disciplinas obviamente pertinentes, tales como la psicología experimental, la neurociencia cognitiva y las ciencias biológicas. Según Bunge, el psicoanálisis es incluso incongruente con los descubrimientos de estas disciplinas.
Sin embargo, el presidente de la Asociación Psicoanalítica Argentina, Andrés Rascovsky (1942-), aclara que la opinión de Bunge es parte de «una línea» de epistemólogos y filósofos, que no coincide con la de otros colegas, como el epistemólogo argentino Gregorio Klimovsky (1922-2009). Según Rascovsky, «con Freud, fue justamente el psicoanálisis el que bregó por un campo científico en medio de una psicología ideologizada». Y explica: «No necesariamente el desarrollo de la ciencia de la subjetividad pasa por el empirismo, por ciencias duras, como dice Bunge. No podemos reducir el psiquismo humano a una combinación biológica ni a una química».
Jacques van Rillaer (1944-) recopiló ejemplos sobre la forma en que Freud y otros psicoanalistas descalifican a sus críticos empleando argumentos de autoridad y falacias ad hominem.
Según Van Rillaer, el psicoanálisis es considerado una pseudociencia por la psicología cognitiva, la psicología evolucionista, la biología molecular, la neurobiología y la psiquiatría actual. Le critican el hecho de que se basa en teorías obsoletas e hipótesis que carecen de apoyo empírico. Ejemplo de ello son sus construcciones metapsicoanalíticas: el complejo de Edipo, el complejo de castración, la envidia del pene o la pulsión de muerte, no poseen base empírica o científica.

## Principios obsoletos
John Bowlby fue un psicoanalista inglés a quien la Organización de las Naciones Unidas encargó un informe sobre la privación materna, habida cuenta de los numerosos niños que quedaron huérfanos después de la contienda.
Como resultado de sus investigaciones, desarrolló la teoría del apego,  actualmente vigente y que ha dado lugar a numerosas investigaciones posteriores.
De los cinco principios básicos en los que se sustenta la teoría psicoanalítica ortodoxa (dinámico,  económico, estructural, genético y adaptativo), Bowlby  acepta los tres últimos, pero cuestiona los dos primeros. 
En concreto, considera que el principio dinámico de energía psíquica -que sustenta la teoría de las pulsiones- es un paradigma que carece de comprobación empírica. De hecho, los principios teóricos de las ciencias a partir de las que Freud configuró esta teoría (la física, la biología y la neurología, entre otras), han evolucionado y tales principios han quedado obsoletos. Si este principio se sigue defendiendo en el psicoanálisis es debido a que no se han generado propuestas alternativas desde dentro de la misma escuela psicoanalítica.

## Desde las ciencias sociales

#### Complejo de Edipo
El antropólogo Bronisław Malinowski (1884-1942), como resultado de su investigación de campo en las islas Trobriand, criticó la tesis freudiana acerca de la inmutabilidad del complejo de Edipo, al mismo tiempo que su origen biológico. Freud había propuesto la existencia del complejo en todas las sociedades humanas en su obra Tótem y tabú. Malinowski intentó refutar esta percepción, rechazando el modelo darwiniano evolucionista sobre el cual Freud fundamentó su ensayo antropológico.
La controversia no fue directamente con Freud, sino que se desarrolló entre Malinowski y Ernest Jones (1879-1958), el psicoanalista biógrafo de Freud.
Fundamentó su postura estudiando la estructura matrilineal de los trobiandeses la presencia de las madres en la vida de los niños era bastante reducida (dado que las mujeres eran quienes llevaban a cabo las actividades económicas) y que los padres tampoco poseían un papel importante en la sociedad, ni se les reconocía su papel en la procreación. Las funciones de uno y otro progenitor pues, eran realizados por las hermanas mayores y por los tíos maternos de los niños. En esta constelación desarrollaban, generalmente, fantasías sexuales hacia sus hermanas, en tanto que odio hacia los tíos maternos.
El libro en el que Malinowski expone sus resultados de campo y su crítica a la inmutabilidad del Edipo se titula Sexo y represión en la sociedad primitiva.
La crítica de Malinowski no niega la existencia del complejo como conflicto nuclear del sujeto, sino la universalidad de la disposición del complejo de Edipo al que se refería Freud (en el que la madre era objeto de deseo sexual y el padre de odio por parte del niño), modelo éste que asociaba con la sociedad austríaca. Por su parte, Malinowski sostenía que pueden existir múltiples variantes en dependencia de las relaciones de parentesco que imperen en cada sociedad particular.
Esta hipótesis es compartida con distintas corrientes actuales del psicoanálisis que consideran el Edipo, tal como lo describió Freud, el característico de su época y sociedad, y que la estructura edípica puede mantenerse aunque roten los lugares y funciones de quienes ocupan esos lugares (familias monoparentales, familias con padres del mismo sexo y otras versiones modernas de las familias).[cita requerida]

## Inefectividad de la psicoterapia
En los años sesenta, Hans Eysenck (1916-1997) recopiló y criticó todos los estudios existentes sobre la efectividad del psicoanálisis. Llegó a la conclusión de que el tratamiento psicoanalítico no supone ninguna mejora sobre la tasa de remisión espontánea (sin tratamiento) de las neurosis.
Un metaanálisis del 2011 concluyó que la evidencia de su efectividad era limitada.

### Autismo
El psicoanálisis trataba de explicar el trastorno autista partiendo de la premisa de que era causado por el estilo de crianza de los padres. Esto hizo que se crearan centros en los que se apartaba a los niños autistas de sus padres,
y además, se provocaban serios problemas de autoinculpación en los padres y las madres. Además, el término de autismo, así caracterizado, se volvía difuso, sin límites claros, de manera que se abusó de él en el diagnóstico, convirtiéndose casi en una moda.
De entre todos los psicoanalistas que trabajaron el autismo, sobresale el psicoanalista austríaco Bruno Bettelheim (1903-1990), creador del término "madres nevera" para referirse a la supuesta frialdad de las madres que provocaban el autismo a sus hijos. Bettelheim se vio envuelto en diversas polémicas, entre ellas la acusación de diagnosticar autismo a niños sanos con el fin de internarlos en sus centros. También fue acusado de falsificación de credenciales y de abusar sexualmente de sus pacientes infantiles.
Las investigaciones científicas posteriores han evidenciado la base neurológica y hereditaria del autismo, demostrando la falsedad de los presupuestos psicoanalíticos acerca de este trastorno: no es el estilo educativo de los padres el que provoca el autismo en los niños, sino que tiene una base biológica.
A pesar de esto y de las quejas de los pacientes, familiares y expertos en salud mental, el psicoanálisis es aún usado en Francia,
donde su impregnación en las instituciones académicas, educativas y públicas ha suscitado casos legales, como el caso Rachel,
y denuncia por parte de padres y familiares de niños autistas.
La influencia del psicoanálisis en Francia ha llevado a que los niños autistas sean excluidos de la educación,
se diagnostiquen más tarde que en países vecinos e incluso sean alejados de sus padres.
La Carta Social Europea resolvió en 2012, tras una denuncia de la organización no gubernamental Action européenne des handicapés, que Francia había violado varios de sus artículos sobre educación, manifestando que "los padres no tienen otra opción más que salir del territorio nacional para educar a sus hijos autistas en escuelas especializadas" y "que existe una violación del artículo E en relación con el artículo 15§1, porque los limitados fondos del presupuesto social del Estado para la educación de niños y adolescentes con autismo perjudican indirectamente a estas personas con discapacidad".
Actualmente, las guías de buena praxis en el tratamiento del autismo

han reemplazado los presupuestos psicoanalíticos por tesis científicas basadas en datos experimentales, y desaconsejan las terapias psicodinámicas.

### Esquizofrenia
Una revisión de la literatura médica por parte de la Colaboración Cochrane en 2001 concluyó que no existen evidencias de la efectividad de la terapia psicodinámica, y advirtió que se deben usar medicamentos siempre que se use una psicoterapia en casos de esquizofrenia.
Lo mismo concluyó una revisión francesa de 2004.

### Casos particulares

#### Fracaso en el caso del «Hombre de los lobos»
La periodista austríaca Karin Obholzer (1943-2021), en su libro The Wolf-Man: conversations with Freud's patient sixty years later sostuvo que hay una gran divergencia entre la evolución de los casos clínicos tal como Freud los relata en sus textos y los casos reales. Ella investigó el caso de Serguéi Pankéyev. Pankéyev sufría de una grave neurosis y pesadillas recurrentes que le impedían valerse por sus propios medios. Freud interpretó los sueños del paciente, concluyendo que estaban relacionados con un trauma sexual de su infancia. Según Karin Obholzer, Freud dijo que tras un largo tratamiento Pankéyev se curó. Posteriormente volvió a enfermar y tuvo un nuevo tratamiento con Freud, ahora totalmente arruinado tras la Gran Guerra y la Revolución Soviética. Karin Obholzer sostiene que no solamente Pankéyev nunca se curó sino que siguió siendo tratado por otros psicoanalistas hasta su muerte y su estado durante ese transcurso empeoró considerablemente y que Pankéyev cobraba un sueldo mensual a cargo de la Fundación Sigmund Freud con el propósito de mantenerlo oculto en Viena para que el fraude no se hiciera público.
Según la psicoanalista estadounidense Muriel Gardiner (1901-1985), Freud y otros psicoanalistas sostuvieron económicamente a Serguéi Pankéyev porque él no tenía otro modo de sobrevivir en la dura posguerra. Ella asegura que otros psicoanalistas volvieron a tratar a «El hombre de los lobos» posteriormente ante otras recaídas en su grave neurosis. Todos esos tratamientos posteriores fueron publicados, incluso las memorias de Serguéi Pankéyev, lo que desmentiría el supuesto ocultamiento al que se refiere Karin Obholzer.

## Utilización incorrecta del lenguaje matemático
Alan Sokal y Jean Bricmont, en Imposturas intelectuales, sostienen que Jacques Lacan utilizó el lenguaje matemático en su teoría del psicoanálisis de manera incorrecta y totalmente fuera de contexto para aparentar un carácter científico.
Otros autores, sin embargo, explican que el uso por parte de Jacques Lacan de un lenguaje matemático significó no el intento de demostrar matemáticamente las afirmaciones del psicoanálisis, sino una representación simbólica de algunas de tales afirmaciones, con la intención de transmitir la estructura misma en su funcionamiento y vaciada de las argumentaciones de las llamadas "novelas" de cada sujeto.[cita requerida]
La respuesta de Sokal es que tal uso simbólico de conceptos matemáticos, muy probablemente desconocidos por la gran mayoría de los lectores de Lacan, es de dudosa utilidad.
Arkady Plotnitsky (profesor de la Universidad de Purdue de teoría literaria) ha señalado que también Sokal y Bricmont se equivocan en su libro, puesto que «algunas de sus aseveraciones concernientes a objetos matemáticos y especialmente sobre los números complejos son incorrectas».

## Hermenéutica de la sospecha
El filósofo Paul Ricoeur sostuvo que el psicoanálisis puede ser considerado un tipo de interpretación textual o hermenéutica. Como los críticos culturales y los estudiosos literarios, Ricoeur sostuvo que los psicoanalistas gastan su tiempo interpretando matices del lenguaje. Clasificó al psicoanálisis como una hermenéutica de la sospecha.
Con esto quiso decir que el psicoanálisis busca el engaño en el lenguaje, y que así desestabiliza nuestra usual confianza en los significados claros y obvios.

## Manipulación de la memoria
Sobre la posibilidad de «procesos de represión de recuerdos», Elizabeth Loftus argumenta que no existe tal represión y que la memoria es perfectamente manipulable, e inclusive falsos recuerdos pueden ser implantados. Estos procesos de implantación de falsos recuerdos, a pesar de la seguridad plena del paciente, son factibles mediante charlas con médicos psiquiatras y/o psicoanalistas, o profesionales de la hipnosis.
Por otro lado descarta recuerdos denominados «reprimidos» durante el primer año de vida, dado que el hipocampo (que tiene un rol en la creación de memorias) no ha madurado lo suficiente para formar y almacenar memorias duraderas que puedan ser recuperadas en la adultez.
El síndrome del falso recuerdo que postula la fundación de la falsa memoria (FMSF) y la hipótesis de Loftus de la posible implantación de falsos recuerdos por parte de psicoanalistas fue muy cuestionado durante la década de los '90 y ha suscitado muchas controversias.
Carece, por el momento, de reconocimiento científico y no aparece ni en el CIE-10 ni en el DSM V.

## Acusaciones de lobby
En El libro negro del psicoanálisis, Jean Cottraux (1942-) argumenta, entre otras cosas, que la influencia del psicoanálisis es debida a diversos grupos de presión. En el mismo libro, Agnès Fonbonne denuncia que el "lobby psicoanalítico nunca ha sido tan real".

Todo el mundo tiene derecho a escribir una novela o a construir un mito. Nadie sueña con criticar a Chateaubriand, novelista, cuando describe las cataratas del Niágara, que no había visto nunca. Nadie fustigará a la religión cristiana por servirse de Cristo para proponer una moral, que puede aceptarse o rechazarse. Pero el mito psicoanalítico se presenta como una ciencia imparable, a la que nada ni nadie podrá escapar. Desde hace un siglo da lecciones, a menudo con arrogancia, a la comunidad científica y artística. Influye sin vergüenza, en nuestro país [Francia], tanto en la política de salud como en la cultural por mediación de un grupo de presión que impone su pensamiento único a todos los niveles de la sociedad.
Jean Cottraux, El libro negro del psicoanálisis, capítulo «El psicoanálisis, ¿cura?»

## Otras críticas

### Misoginia
Freud ha sido acusado de misoginia tanto en su época como en la actualidad.
Según Violaine Guéritault, doctora en psicología, la misoginia está ligada a la base misma de sus teorías:

Freud concibió a la mujer como una copia triste del hombre, inexorablemente obsesionada por el "complejo de castración"

La psicoanalista Monique Schneider intenta refutar esta tesis en sus escritos.
La doctora Donna Stewart, profesora y directora de salud de la mujer en la Red Universitaria de Salud, explicó: «Freud era un hombre de su tiempo. Se oponía al movimiento de emancipación de la mujer y creía que la vida de las mujeres estaba dominada por sus funciones reproductivas sexuales».
Freud describió a la mujer como más celosa, vana, dependiente, y sumisa, pero menos moral, activa y capaz de amar que el hombre.
La relación entre el psicoanálisis y el feminismo se mantiene controversial.

### Abusos sexuales infantiles
Alice Miller criticó a algunos psicoanalistas de la Asociación Psicoanalítica Internacional por negar la realidad de los abusos a los niños: "No me expulsaron de la Asociación Psicoanalítica; fui yo quien se alejó de una escuela tras otra a medida que me quedaba claro el tradicionalismo de sus puntos de vista y su negativa a tener en cuenta el sufrimiento del niño; al final tuve que admitir que desde este punto de vista, el psicoanálisis no es una excepción. La forma en que Freud utilizó el mito de Edipo es muy significativa".
Según Joel Swendsen y D.V. Bishop, el psicoanálisis puede y ha sido usado para promover la pedofilia, el abuso sexual infantil y el incesto, basándose en la percepción del psicoanálisis del niño como un ser sexual;

Freud, y su seguidor Lacan, consideraban a los niños como seres sexuales, fuertemente influenciados por el deseo erótico de un padre y preocupados por la castración, la falta de pene o la violencia. Dado que estos se consideran deseos humanos universales, el incesto y la pedofilia se consideran fenómenos naturales.

y en los dichos de Françoise Dolto, firmante de la petición francesa contra las leyes de edad de consentimiento,
en su libro L'Enfant, le Juge et la Psychanalyste.